# 巌佐庸
巌佐 庸（いわさ よう、1952年 - ）は、日本の数理生物学者。九州大学大学院理学研究院教授、九州大学高等研究院長、関西学院大学理工学部教授を歴任。現在は、九州大学名誉教授。専門は、数理モデル、生態学、進化学、発生生物学で、生物学や生命科学の様々な現象に数理モデルによる理論解析を行っている。
主な業績は：[1]生物の行動や生活史に動的最適化やゲーム理論を用いての解析、[2]配偶者選択のハンディキャップ理論の量的遺伝モデルによる基礎づけ、[3]癌の発生に関する確率過程、[4]社会的情報（評判）にもとづく協力進化の数理的解明。その他、発生の形態形成、森林での空間構造や同調繁殖、野外生物集団の絶滅確率、人による選択と生態系との結合力学、などに成果をあげた。

## 経歴
1952年大阪市生まれ。1971年大阪府立北野高校卒業。1975年京都大学理学部卒業。1980年同大学院博士課程修了ののち、1981年スタンフォード大学・1983年コーネル大学研究員、1985年九州大学理学部助手、1992年九州大学理学部教授、1999年九州大学大学院理学研究院教授、2010年04月九州大学高等研究院長などを経て、2018年4月関西学院大学理工学部教授。
日本学術会議会員。日本学術振興会 学術システム研究センター主任研究員 。
Journal of Theoretical Biology編集委員長、ほか約12誌の編集委員。

## 所属学会
- 日本学術会議会員
- アメリカ芸術科学アカデミー外国人名誉会員[2]
- 日本生態学会（理事）
- 日本数理生物学会
- 日本進化学会
- 日本分子生物学会
- 個体群生態学会
- 日本動物行動学会
- 数理生物学会
- 数理生物学国際学会

## 受賞
- 第1回日本生態学会賞
- 第3回木村資生記念学術賞
- アメリカ数理生物学会 (SMB) Akira-Okubo prize

## 著書
- 『生物の適応戦略』サイエンス社 1981
- 『数理生物学入門』共立出版 1998
- 『生命の数理』共立出版 2008

### 共著・編
- 『生態学事典』（共編）共立出版 2003
- 『シリーズ現代の生態学』日本生態学会 編、共立出版、2014 『フロンティア実験社会科学』西條辰義 監修、勁草書房 2015

### 共訳
- 『行動生態学』Nicholas B.Davies, John R.Krebs, Stuart A.West [著]；野間口眞太郎、山岸哲、巌佐庸 訳、共立出版 2015
- 『なぜ・どうして種の数は増えるのか』Peter R.Grant, B.Rosemary Grant [著]；巌佐庸 監訳；山口諒 訳、共立出版 2017

## 論文
- CiNii>巌佐 庸

英文原著論文は340編以上。